# Bouilh-Péreuilh
Bouilh-Péreuilh é uma comuna francesa na região administrativa de Occitânia, no departamento dos Altos Pirenéus. Estende-se por uma área de 7,85 km², Em 2010 a comuna tinha 102 habitantes (densidade: 13 hab./km²)..